# Pirati dei Caraibi - Ai confini del mondo (colonna sonora)
Pirati dei Caraibi: Ai confini del mondo è la colonna sonora dell'omonimo film diretto da Gore Verbinski firmata da Hans Zimmer.

## Tracce
1. Hoist the Colours – 1:31
2. Singapore – 3:40
3. At Wit's End – 8:05
4. Multiple Jacks – 3:51
5. Up Is Down – 2:42
6. I See Dead People in Boats – 7:09
7. The Brethren Court – 2:21
8. Parlay – 2:10
9. Calypso – 3:02
10. What Shall We Die For – 2:02
11. I Don't Think Now Is the Best Time – 10:45
12. One Day – 4:01
13. Drink Up Me Hearties – 4:31